# Swallow the Sun
Swallow the Sun ist eine finnische Death-Doom-Metal-Band, die seit dem Jahr 2000 aktiv ist.

## Bandgeschichte

### Bandgründung und erste Veröffentlichungen (2000–2008)
Swallow the Sun wurde im Herbst 2000 von Juha Raivio gegründet. Bald trat auch Pasi Pasanen der Band bei, der bereits mit Raivio in der finnischen Rockband Plutonium Orange spielte. Im Jahr 2001 kamen Markus Jämsen als zweiter Gitarrist und Mikko Kotamäki als Sänger hinzu. Keyboarder Aleksi Munter und Bassist Matti Honkonen ergänzten die Band. Diese kannten sich bereits aus der Band Atakhama, damals noch Funeris Nocturnum. Im Herbst 2002 schrieben sie Songs für die erste Demo, die im Januar 2003 aufgenommen wurde.
Die Aufnahmen fanden in „Sam’s Workshop“ mit Sami Kokko statt, der auch für den Mix der Demo zuständig war. Da das Demoband nur sehr wenige Male hergestellt wurde gilt es in Tape-Trading-Kreisen als Rarität. Out of This Gloomy Light erschien schließlich 2003 und wird als Promo-Veröffentlichung für die EP Plague of Butterflies (2008) gesehen, in der Teile der Out of This Gloomy Light-EP wiederveröffentlicht wurden.

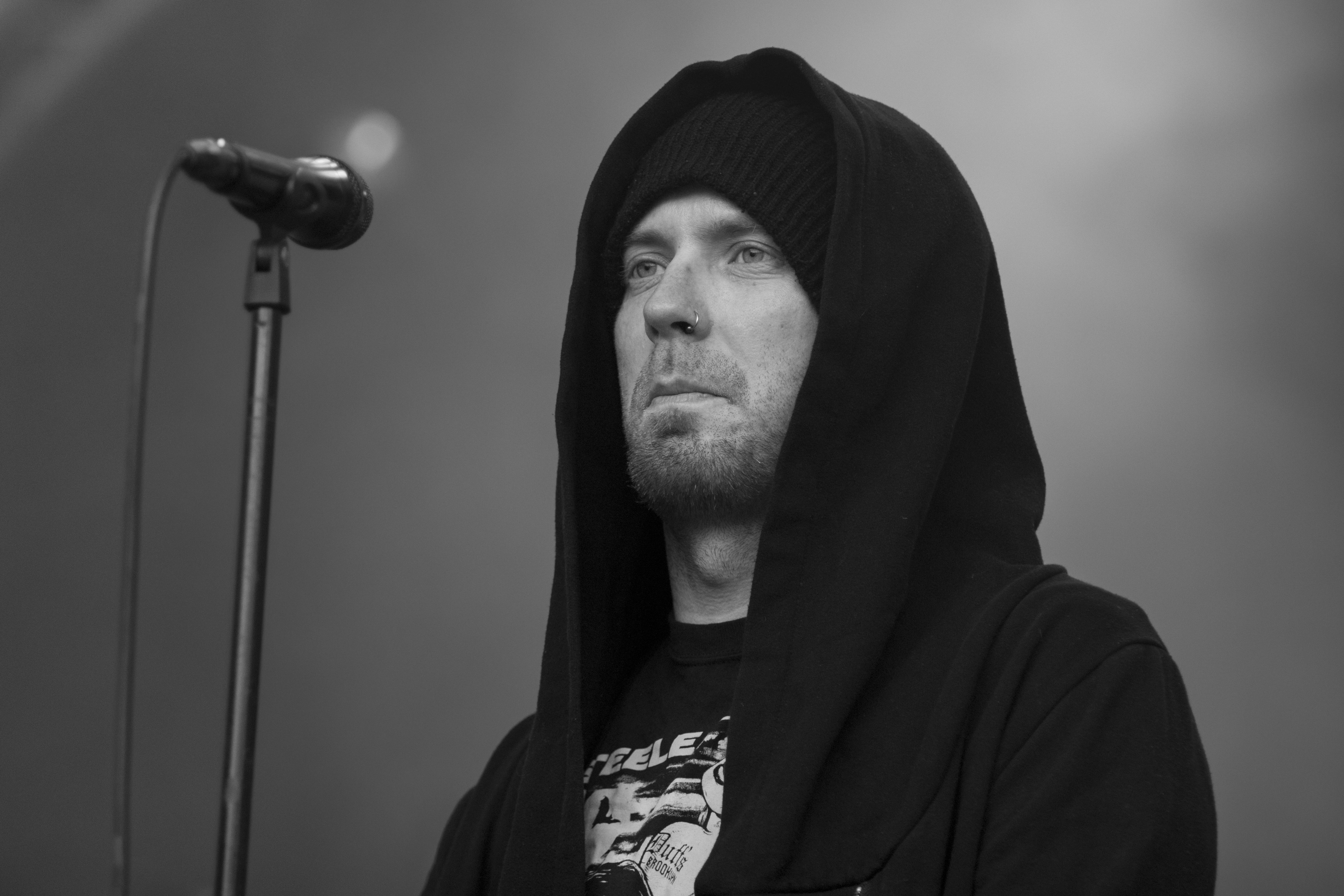
Mikko Kotamäki live beim Saarihelvetti Festival 2019

Ein paar Monate später wurde Swallow the Sun bei Firebox Records unter Vertrag genommen und begann im Juli 2003 mit der Aufnahme ihres ersten Albums The Morning Never Came. Dieses erschien dann am 15. November 2003. 2005 folgte mit Ghosts of Loss ihr zweites Album. Die daraus ausgekoppelte Single Forgive Her… stieg noch in der Woche seiner Veröffentlichung auf Platz 4 der finnischen Charts ein. Das Album erreichte Platz 8.
Mitte 2006 wechselten sie zu dem Label Spinefarm Records und gingen auf eine Tour durch Europa. Am 16. Februar 2007 erschien mit Hope das dritte Album. Im Frühjahr folgte eine Tour durch Europa und Auftritte auf mehreren Sommer-Festivals. Außerdem tourte die Band vom vierten bis zum 26. September desselben Jahres gemeinsam mit Katatonia, Scar Symmetry und Insomnium durch Nordamerika.
2008 veröffentlichte Swallow the Sun die EP Plague of Butterflies, mit dem sie erstmals Platz 1 in den finnischen Charts erreichte. Anschließend traten Swallow the Sun im Oktober 2008 als Support Act für Apocalyptica während ihrer Tour durch Großbritannien, auf.

### New Moon,Emerald Forest and the Blackbirdund zehn JahreThe Morning Never Came(2009–2014)
Im Frühjahr 2009 gingen Swallow the Sun dann gemeinsam mit der Folk-Metal-Band Finntroll, der Death-Metal-Band Survivors Zeros und der Pagan-Metal-Band Moonsorrow auf ihre zweite Nordamerika-Tour. Wenige Wochen später, im Mai 2009, verließ Pasi Pasanen mangels Motivation und Interesse die Band und gründete 2010 Sons of Aeon.

“Lately, I've been having a lack of motivation towards this kind of music and touring. The guys have felt it too and there's no point for me to deny it. It just affects the chemistry in the band too much, so it is time for me to step aside.”

„In letzter Zeit hatte ich einen Mangel an Motivation für diese Art von Musik und das Touren. Die Jungs haben es auch gespürt und es hat keinen Sinn für mich, es zu leugnen. Es wirkt sich einfach zu sehr auf die Chemie in der Band aus, also ist es Zeit für mich, zur Seite zu treten.“

Am 18. Mai 2009 gaben Swallow the Sun dann den Nachfolger Pasanens bekannt; Kai Hahto von Wintersun sollte von diesem Zeitpunkt an das Schlagzeug übernehmen. Swallow the Sun bestätigten außerdem ein neues, mit New Moon betiteltes, Album, auf welchem Hahto bereits zu hören ist. Das Album wurde in den Fascination Street Studios in Finnland aufgenommen und von Jens Borgen produziert. Anschließend gingen Swallow the Sun mit Insomnium und Omnium Gatherum als Supportact auf eine, ihre bis dato größte, europaweite Headlinertour
Am 2. Februar 2012 veröffentlichte Swallow the Sun ihr 5. Album Emerald Forest and the Blackbird, welches Platz 2 der finnischen Charts erreichte. Auf dem Album endet mit dem Song Labyrinth of London die „Horror“-Serie der Band, welche auf dem Album The Morning Never Came mit dem Song Swallow (Horror Pt. I) begann. Darauf folgten die Songs Don't Fall Asleep (Horror Pt. 2) (Hope) und Lights on the Lake (Horror Pt. III) (New Moon) und letztendlich der Song Labyrinth of London (Horror Pt. IV). Auf dem Album ist außerdem die ex-Nightwish-Sängerin Anette Olzon zu hören, die Kotamäki auf dem Song Cathedral Walls begleitet.
Im Jahr 2013 feierte die Band das 10-jährige Bestehen ihres Debütalbums The Morning Never Came mit einer speziellen Tour, auf der das Album komplett gespielt wurde. Für die Tour wurde Kai Hahto durch Juuso Raatikainen ersetzt. Ende 2014 trat Kai Hahto für die nächsten Jahre als Drummer vollkommen zurück, da sein Engagement bei Nightwish zu viel Zeit beansprucht, um gleichzeitig für Swallow The Sun zu spielen. Er wurde durch Juuso Raatikainen ersetzt.

### Songs from the North,70000 Tons of MetalundWhen a Shadow Is Forced into the Light(2015–2019)

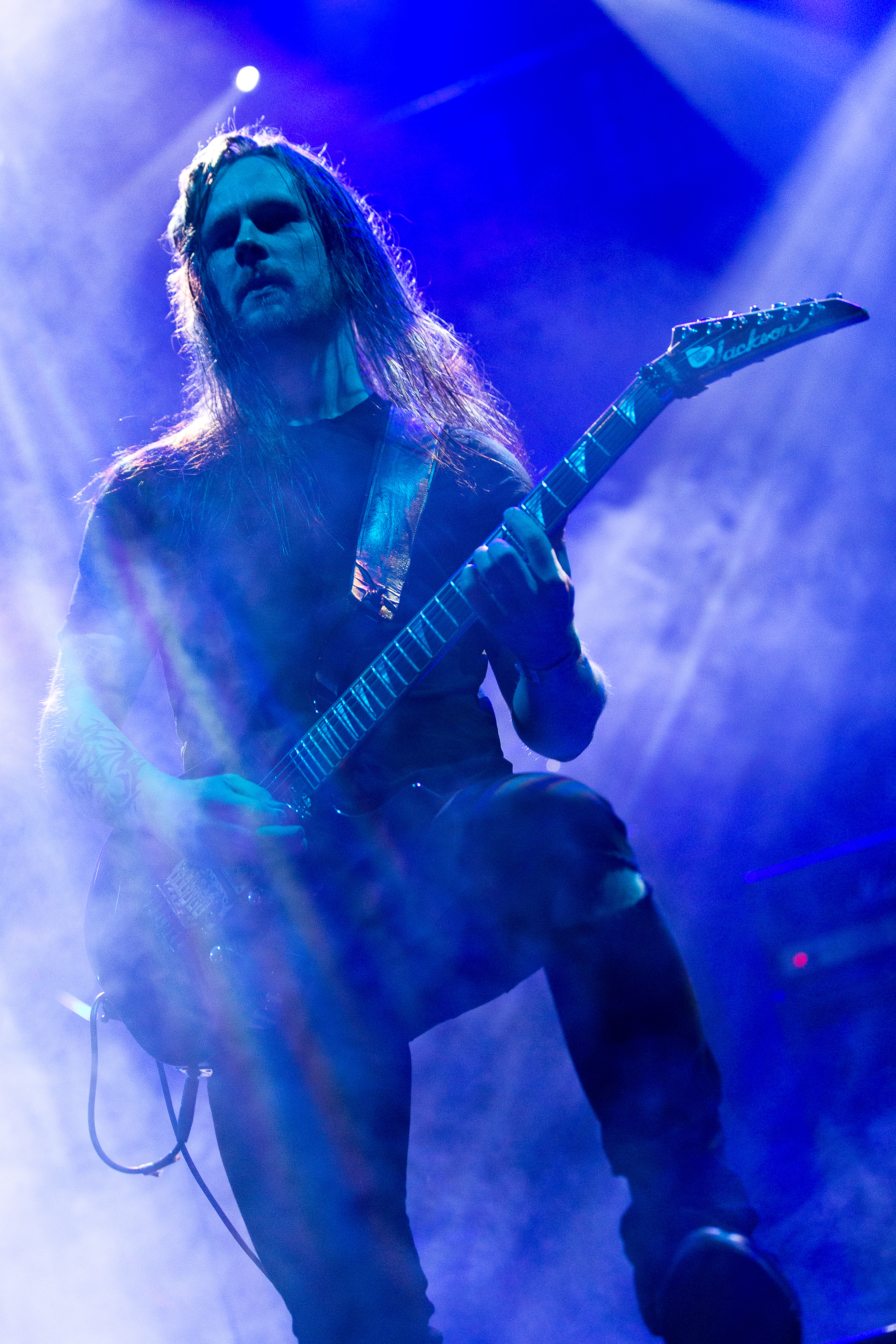
Gitarrist Juho Räihä auf dem WGT

Seit Mai 2015 arbeitete die Band an ihrem 6. Studioalbum Songs from the North. Das Album wurde am 13. November unter Century Media Records veröffentlicht und besteht aus drei separaten Alben. Während das erste Album klassisch nach Swallow the Sun klingt, ist das zweite ein reines Akustikalbum und das dritte deckt düsteren Funeral Doom Metal im Stil von Thergothon, Unholy und Skepticism ab.
Im darauffolgenden Jahr waren Swallow the Sun Teil der achten Ausgabe der 70000 Tons of Metal Kreuzfahrt. Dort spielten sie, statt für gewöhnlich zwei, drei Konzerte. Auf jedem Konzert spielte die Band jeweils einen Teil ihres zuvor veröffentlichten Songs from the North. Für den zweiten Akustik Teil des Albums reiste extra ein sechsköpfiges Streicherorchester mit, welches in Teilen auch auf dem 2021 veröffentlichten 20 Years Of Gloom, Beauty And Despair – Live in Helsinki zu hören ist.
Im Dezember 2018 erschien die EP Lumina Aurea die aus nur zwei, insgesamt 27 Minuten langen, Stücken besteht. Die EP wurde von Juha Raivio geschrieben und gemeinsam mit Einar Selvik von Wardruna und Marco I. Benevento von The Foreshadowing aufgenommen. Stilistisch unterscheidet es sich stark von Swallow the Suns vorherigen Werken. Lumina Aurea ist eine Mischung aus atmosphärischem Neo-Folk mit kurzen Funeral-Doom-Passagen, gesprochenen Worten, gregorianischem Gesang in Latein und orchestralen Abschnitten. Die EP gilt als Vorgänger des Albums When a Shadow Is Forced into the Light.
2019 erschien das 7. Studioalbum When a Shadow Is Forced into the Light, das stark von persönlichen Schicksalsschlägen geprägt wurde: Aleah Stanbridge, langjährige Partnerin von Gitarrist Juha Raivio, starb am 18. April 2016 an den Folgen einer Krebserkrankung. Das Album war für Raivio, der bis auf den Song Clouds on Your Side Musik und Texte selber schrieb, ein Weg, seine Trauer zu bewältigen und sich zurück ins Leben zu kämpfen. Der Titel ist ein Zitat aus dem Song Broken Mirror der Band Trees of Eternity, in der Stanbridge bis zu ihrem Tod als Sängerin aktiv war. Nach Veröffentlichung des Albums begaben sich Swallow the Sun auf zahlreiche Touren. Neben zwei Europatouren, welche von Oceans of Slumber und Aeonian Sorrow sowie von October Tide und Oceanwake unterstützt wurden, trat die Band auch als Support-Act für die Melodic-Death-Metal-Band Children of Bodom während ihrer Nordamerika-Tour, auf.

### 20 Years of Gloom, Beauty and Despair – Live in HelsinkiundMoonflowers(2021–2023)
Am 28. Mai kündigte die Band ihr erstes Livealbum an. Anlass dafür ist der 20. Geburtstag ihres Debütalbums Gloom, Beauty and Despair. 20 Years of Gloom, Beauty and Despair – Live in Helsinki erscheint am 20. April. Aufgenommen wurde das Album live am 26. Februar 2020 im Tavastia Club, Helsinki auf ihrer 20-jährigen Jubiläumstour. Die ersten acht Tracks sind ein Akustik-Set, das den gesamten zweiten Teil des Songs from the North-Albums enthält. Die anderen Songs wurden über eine Fan-Umfrage in den sozialen Medien ausgewählt, bei der die Fans nach ihren Lieblingssongs aus den restlichen Alben gefragt wurden. Das Album erreichte Platz 63 in den deutschen Albumcharts und konnte in Finnland sogar kurzzeitig den ersten Platz belegen.

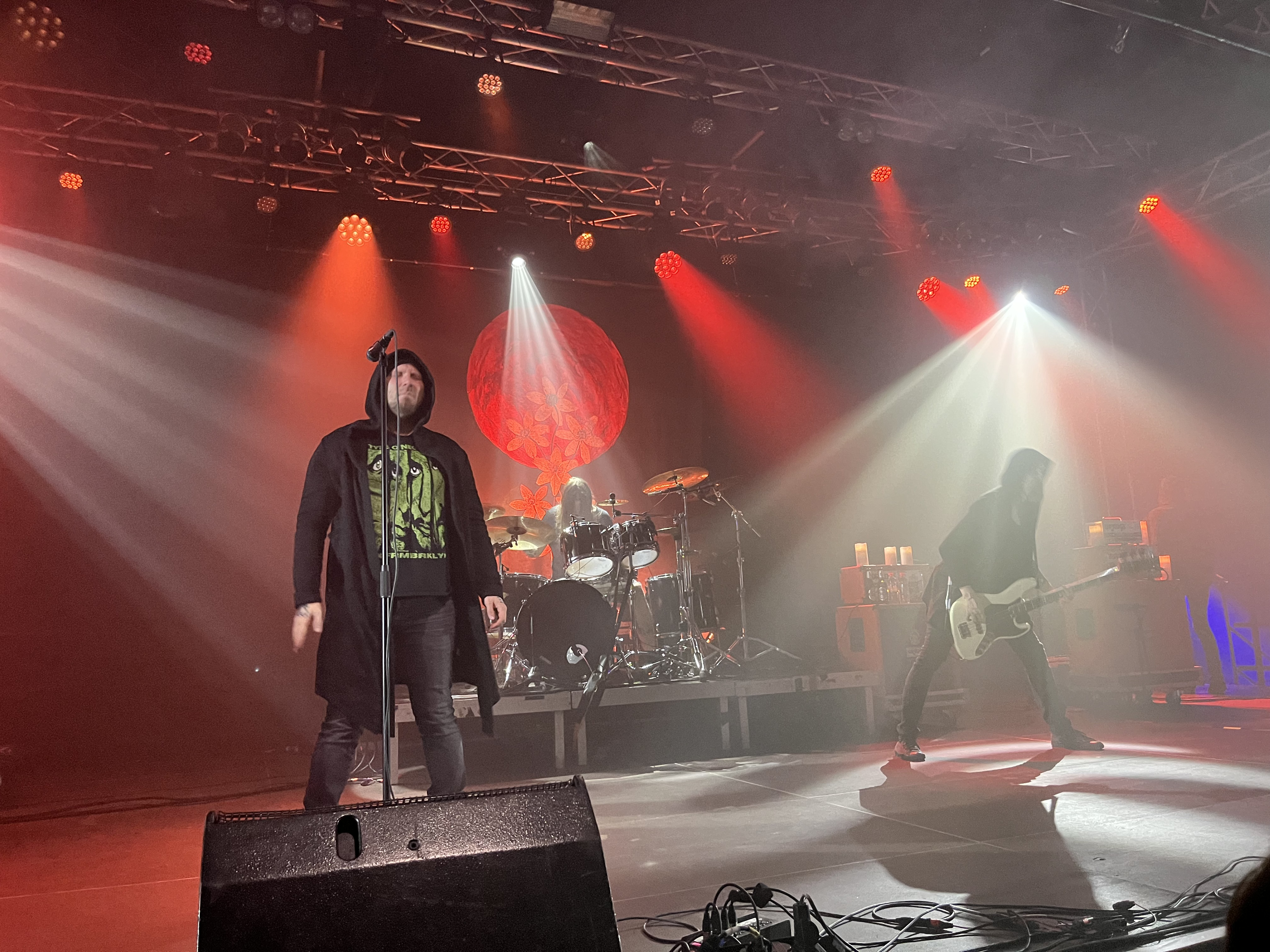
Swallow the Sun während der nachgeholten Moonflowers-Tour in Köln

Am dritten August desselben Jahres kündigte die Band für den 19. November ein neues, mit Moonflowers betiteltes Album an. Nachdem die „normale“ Version des Albums fertiggestellt wurde und die Aufnahmen abgeschlossen waren, begann Raivio kurze Instrumentalversionen für Cello, Violine, Bratsche und Klavier zu schreiben. Diese Instrumentalversionen wurden Ende 2020 in der Sipoo-Kirche in Finnland von der Streichercombo TRIO NOX eingespielt und aufgenommen und wurden als Bonusmaterial des Albums verwendet. Von diesem Bonusmaterial wurde seit Ankündigung des Albums, beginnend mit dem Song Moonflowers Bloom In Misery, wöchentlich ein neuer Song veröffentlicht. Nach der Veröffentlichung des Albums tourte die Band knapp einen Monat durch die USA und Kanada. Die darauffolgenden Tourneen durch Finnland und Europa mussten jedoch auf Grund des Verlaufes der Covid-19-Pandemie auf das Jahr 2023 verschoben werden. Stattdessen unterstützte Swallow the Sun mit Rome die Band Primordial auf ihrer Heathen Crusade To Doomsday Tour 2022. Nachgeholt werden die ursprünglichen Moonflowers-Tourtermine als Co-Headliner Tour mit Draconian und Shores of Null.
Vom 14. August bis zum 5. September tourte Swallow the Sun außerdem gemeinsam mit Stormruler als Support für Batushka durch Nordamerika.

## Stil
Obwohl der Stil der Band sich über die Zeit veränderte bleibt charakteristisch für die Musik vor allem die meist düsteren und melancholischen Melodien und stark variierende Tempi. Anfangs spielte Swallow the Sun langsamen Death Doom mit „schleifenden Gitarrenriffs“ und „dunklem Growlgesang“, der sich mit klarem Gesang abwechselt, wobei der Gutturale Gesang dominiert. Vergleichbar sind Morgion, My Dying Bride, das Frühwerk von Katatonia oder Amorphis.
Mit dem Album When a Shadow Is Forced into the Light wenden sie sich diesem jedoch ab und bewegten sich stilistisch mehr zum Gothic Metal, beziehungsweise zum Gothic Rock und Post-Rock/Metal. Der Klargesang wurde flächendeckender und präsenter eingesetzt und härtere Passagen mit Screams und Growls bleiben teilweise komplett aus.

## Diskografie
Studioalben

| Jahr | Titel Musiklabel                                                  | Höchstplatzierung, Gesamtwochen, AuszeichnungChartplatzierungen (Jahr, Titel, Musiklabel, Platzierungen, Wochen, Auszeichnungen, Anmerkungen) | Höchstplatzierung, Gesamtwochen, AuszeichnungChartplatzierungen (Jahr, Titel, Musiklabel, Platzierungen, Wochen, Auszeichnungen, Anmerkungen) | Höchstplatzierung, Gesamtwochen, AuszeichnungChartplatzierungen (Jahr, Titel, Musiklabel, Platzierungen, Wochen, Auszeichnungen, Anmerkungen) | Höchstplatzierung, Gesamtwochen, AuszeichnungChartplatzierungen (Jahr, Titel, Musiklabel, Platzierungen, Wochen, Auszeichnungen, Anmerkungen) | Anmerkungen                             |
| Jahr | Titel Musiklabel                                                  | FI | DE | AT | CH | Anmerkungen                             |
| ---- | ----------------------------------------------------------------- | --- | --- | --- | --- | --------------------------------------- |
| 2003 | The Morning Never Came Firebox Records                            | — | — | — | — | Erstveröffentlichung: 15. November 2003 |
| 2005 | Ghosts of Loss Firebox Records                                    | FI8 (3 Wo.)FI | — | — | — | Erstveröffentlichung: 24. August 2005   |
| 2007 | Hope Spinefarm Records                                            | FI3 (3 Wo.)FI | — | — | — | Erstveröffentlichung: 7. Februar 2007   |
| 2009 | New Moon Spinefarm Records, Svart Records                         | FI10 (1 Wo.)FI | — | — | — | Erstveröffentlichung: 4. November 2009  |
| 2012 | Emerald Forest and the Blackbird Spinefarm Records, Svart Records | FI2 (5 Wo.)FI | — | — | — | Erstveröffentlichung: 1. Februar 2012   |
| 2015 | Songs from the North I, II & III Century Media Records            | FI7 (4 Wo.)FI | DE52 (1 Wo.)DE | — | — | Erstveröffentlichung: 13. November 2015 |
| 2019 | When a Shadow Is Forced into the Light Century Media Records      | FI1 (2 Wo.)FI | DE33 (1 Wo.)DE | AT63 (1 Wo.)AT | CH38 (1 Wo.)CH | Erstveröffentlichung: 25. Januar 2019   |
| 2021 | Moonflowers Century Media Records                                 | FI2 (2 Wo.)FI | DE58 (2 Wo.)DE | — | CH61 (1 Wo.)CH | Erstveröffentlichung: 19. November 2021 |
| 2024 | Shining Century Media Records                                     | — | DE95 (1 Wo.)DE | AT50 (1 Wo.)AT | CH49 (1 Wo.)CH | Erstveröffentlichung: 18. Oktober 2024  |